# Carl Friedrich Richter
Carl Friedrich Richter (* 1701 in Berlin; † 8. Oktober 1766 ebenda) war ein deutscher Baumeister und Architekt des Barock.

## Leben
Carl Friedrich Richter war unter den preußischen Königen Friedrich Wilhelm I. und Friedrich dem Großen vermutlich ausschließlich in Berlin im Rang eines Baukondukteurs als Baumeister und Architekt tätig. Über Richters Werk, das der Schlüter-Nachfolge zugerechnet wird, ist wenig überliefert. Zwei seiner Bauten gehörten bis zur Zerstörung im Zweiten Weltkrieg zu den Sehenswürdigkeiten Berlins.

## Werke (Auswahl)
- 1736–1739: Palais Schulenburg, das spätere Reichskanzlerpalais, wohl nach dem Entwurf eines unbekannten Architekten, erlitt schwere Beschädigungen 1944 und 1945 durch Luftangriffe der Alliierten auf Berlin, die Ruine wurde 1961 beseitigt[1]
- 1737: Ordenspalais am Wilhelmplatz, entworfen von Jean de Bodt, begonnen für den Reichsgrafen Karl-Ludwig Truchseß zu Waldburg, 1738 nach dessen Tod durch den Johanniterorden erworben und fertiggestellt, mehrmals verändert, am 29. April 1945 bei den Straßenkämpfen um die Reichskanzlei zerstört, die Ruine 1949 beseitigt[1]
- 1747: im Auftrag Friedrichs II. mit Christian Friedrich Feldmann Abriss des mittelalterlichen Berliner Doms
- 1749, 1751 und 1754: Siedereigebäude zur Zuckerfabrikation für David Splitgerber, nicht mehr erhalten
- 1750: Anlage des Gartens für den Grafen Heinrich IX. von Reuß mit Wasserturm, „einer der schönsten und größten Gärten Berlins“, nach der Übernahme durch den Staat infolge Überbauung mit der Tierarzneischule ab 1786 nach und nach bis 1835 untergegangen[2]
- 1756: Kaserne für das Infanterieregiment von Wedel, später der Kaiser Franz Garde-Grenadiere in der Neuen Friedrichstraße, ab 1876 zivil genutzt, beim Bau der Reichsmünze 1935 abgerissen[3]